# Gogolewo (powiat tczewski)
Gogolewo (kaszb. Gògòléwò, niem. 1942–1945: Gogeln) – wieś kociewska w Polsce, położona w województwie pomorskim, w powiecie tczewskim, w gminie Gniew, przy drodze wojewódzkiej nr 234. Wieś jest siedzibą sołectwa Gogolewo, w którego skład wchodzą również Brodzkie Młyny (zachodnia część), Szeligi, Gogolewo Pola i Gogolewo Las.
| SIMC    | Nazwa          | Rodzaj     |
| ------- | -------------- | ---------- |
| 0934487 | Brodzkie Młyny | osada      |
| 1037637 | Gogolewo-Las   | przysiółek |
| 1037643 | Gogolewo-Pola  | kolonia    |
| 0161157 | Szeligi        | przysiółek |

W latach 1975–1998 miejscowość należała administracyjnie do województwa gdańskiego.
W miejscowości znajdują się: sklep, szkołę, świetlicę wiejską, dwa boiska, dwa place zabaw oraz przedsiębiorstwa budowlane i hydrauliczne.
Inne miejscowości o nazwie Gogolewo: Gogolewo,